# Streptokok
Streptokok (Streptococcus) je rod kokovitých grampozitivních bakterií z čeledi Streptococcacae, které charakterizuje řetízkové uspořádání (odtud jejich pojmenování z řeckého στρεπτος – streptos, což znamená ohebný, zkroucený – jako řetěz).
Některé bakterie tohoto rodu se u lidí a zvířat vyskytují přirozeně a jsou součástí bakteriální mikroflóry kůže a sliznic, jiné se zase používají v potravinářském průmyslu. Ovšem existují i patologické druhy těchto bakterií, které jsou původci nejrůznějších onemocnění. V dnešní době je známo více než 70 druhů streptokoků širokého spektra různě závažných infekcí.

## Nejvýznamnější patologické druhy
- Streptokok skupiny A (Streptococcus pyogenes)
- Streptokok skupiny B (Streptococcus agalactiae)
- Pneumokok (Streptococcus pneumoniae)

## Výskyt
Jak u mužů, tak u žen se nachází streptokoky v ústech, hrtanu, kůži, mozkomíšních plenách a respiračním systému. U žen se pak často vyskytují v pochvě a děloze, což může vést k velkým rizikům pro novorozeně. U mužů se streptokoky mohou vyskytovat v močové trubici, moči, horních cestách dýchacích či ve stolici.

## Příznaky
Streptokok do těla proniká sliznicí nosohltanu. Onemocnění začíná horečkou, bolestí v krku, obtížným polykáním, bolestí svalů nebo i břicha. Až z 20 % mohou streptokoky za záněty mandlí a angínu. Mohou však vyvolat i zánět středního ucha, zánět vedlejších nosních dutin, zápal plic, spálu, tzv. pyodermii (hnisavý zánět kůže), revmatickou horečku nebo zánět ledvin.
Odlišné příznaky má Streptococcus agalactiae. Způsobuje invazivní bakteriální infekce novorozenců, těhotných a netěhotných dospělých působením bakterií přímo na buňky nebo nepřímo pomocí toxinů, které uvolňují. U dospělých jsou především postiženy starší osoby (70 let a více), osoby s poruchou imunity, např. diabetici, u nichž se projevuje infekcemi močových cest, pneumonií, endokarditidou a výjimečně i meningitidou. Kolonizace těhotných žen je většinou asymptomatická, někdy se však může objevit zánět amnionu, endometritida nebo genitouretrální infekce s bakteriémií. V šestinedělí navíc může bakteriémie u žen po císařském řezu vést k endokarditidě, meningitidě nebo ke tvorbě abscesů. Streptokokové infekce však nejčastěji převládají u novorozenců, z důvodu nedostatečně vyvinutého imunitního systému.

## Zdroj nákazy
Zdrojem nákazy mohou být jak nemocní lidé, tak i lidé, kteří bacil pouze šíří – tzv. bacilonosiči. Přenos streptokoků je možný např. kapénkově v uzavřených prostorech s vysokou koncentrací osob, pomocí nakažených předmětů, jako jsou špatně umyté sklenice či příbory, nebo při líbání a při sexuálních aktivitách. Asi 3 % mužů mají streptokoky v močové trubici, odkud se mohou přenášet orálním sexem do ústní sliznice.

## Léčba
Streptokok se léčí pomocí antibiotik. Laboratorní kultivace zjistí citlivost na základní typy antibiotik a ty je pak možno předepsat ošetřujícím lékařem. Pro podporu imunitního systému je dobré užívat i bylinné pomocníky, jako je echinacea, extrakt z černého bezu nebo rakytníku. V době rekonvalescence je třeba, aby se pacient zaměřil na obnovu střevní mikroflóry probiotiky.

## Přehled významných druhů
- S. uberis
- S. mutans
- S. pneumoniae
- S. pyogenes
- S. salivarius
- S. sanguinis
- S. suis
- S. viridans
- S. agalactiae
- S. dysgalactiae
- S. bovis
- S. equi
- S. thermophilus